# Tami Kiuru
Tami Petri Antero Kiuru (* 13. September 1976 in Vantaa) ist ein ehemaliger finnischer Skispringer. Er startete für den Skiverein der Stadt Lahti, den Lahden Hiihtoseura.

## Werdegang
Der Finne begann im Alter von sieben Jahren mit dem Skispringen. Er debütierte am 28. März 1993 im slowenischen Planica im Weltcup. Dann dauerte es jedoch bis zur Saison 1998/1999, bis der Finne wieder in Erscheinung trat. Dies war auch einem schweren Trainingssturz im Dezember 1995 in Lahti geschuldet, bei dem er sich einen Schlüsselbeinbruch und einen Riss in einem Lungenflügel zuzog.
Dieser Sturz und die schwere Verletzung warfen Kiuru von der Saison 1996/1997 bis 1998/1999 in den Continental Cup zurück. Am 7. Februar 1999 gab er im tschechischen Harrachov mit einem achten Platz sein Comeback im Weltcup. Durch dieses Ergebnis holte er seine ersten Weltcuppunkte.
In den folgenden Jahren wurde er konstant im Weltcupteam eingesetzt. Seinen ersten Podestplatz erreichte er im Mannschaftswettbewerb beim Skifliegen in Planica am 17. März 2001, seinen ersten Podestplatz im Einzel, einen dritten Platz, belegte er fast genau zwei Jahre später, am 15. März 2003, auf seiner Heimschanze in Lahti. Am 14. Dezember 2003 errang er seinen ersten und bisher einzigen Sieg in einer Einzelkonkurrenz, als er den aufgrund schwieriger Bedingungen nach dem ersten Durchgang abgebrochenen Weltcup auf der Hochfirstschanze in Titisee-Neustadt gewann.
Am 23. Februar 2003 wurde Tami Kiuru bei den Nordischen Ski-WM 2003 Weltmeister mit dem Team von der Großschanze, ein Jahr später gewann er Silber mit der Mannschaft bei der Skiflug-Weltmeisterschaft in Planica und erreichte im Einzel die Bronzemedaille, nachdem er nach dem dritten von vier Wertungsdurchgängen sogar in Führung gelegen hatte.
Seit der Saison 2004/2005 ist der groß gewachsene und von Natur aus zierliche Springer einer der Leidtragenden der Anpassung der Skilänge an den Body-Mass-Index. Durch seine leichte Figur muss er nun mit kürzeren Skiern springen als zuvor und als andere, schwerer gebaute Athleten seiner Größe. Trotzdem erreicht er bei der Nordischen Ski-WM 2005 in Oberstdorf ebenso wie bei der Skiflug-Weltmeisterschaft am Kulm 2006 Silber mit der Mannschaft. Dies gelang ihm auch 2006 bei den Olympischen Winterspielen in Turin.
Auch bei den internen Finnischen Meisterschaften sammelte Kiuru diverse Einzelmedaillen, wurde einmal finnischer Meister, zweimal Vizemeister und belegte viermal den Bronzerang, darunter einmal während seiner Juniorenzeit. Hinzu kommen diverse Teammedaillen mit dem Team des Lahden Hiihtoseura.
Im März 2007 verletzte sich Kiuru in Planica bei einem Sturz nach der Landung schwer am linken Knie und musste operiert werden, da er sich das vordere Kreuzband komplett gerissen, das hintere sowie beide Menisken und ein Seitenband eingerissen hatte. Nachdem er zunächst im November 2007 nach einer achtmonatigen Pause wieder mit dem Springen begonnen hatte, stellte sich heraus, dass zwei weitere Operationen nötig waren. Mit den Folgen der Verletzungen hat er auch momentan noch zu kämpfen. Nach der Saison 2008/09 beendete Kiuru seine Laufbahn als aktiver Leistungssportler.

## Erfolge

### Weltcupsiege im Einzel
| Nr. | Datum             | Ort              | Typ         |
| --- | ----------------- | ---------------- | ----------- |
| 1.  | 14. Dezember 2003 | Titisee-Neustadt | Großschanze |

### Weltcupsiege im Team
| Nr. | Datum           | Ort       | Typ         |
| --- | --------------- | --------- | ----------- |
| 1.  | 17. März 2001   | Planica   | Flugschanze |
| 2.  | 21. März 2003   | Planica   | Flugschanze |
| 3.  | 5. Februar 2006 | Willingen | Großschanze |

## Statistik

### Weltcup-Platzierungen
| Saison  | Platz | Punkte |
| ------- | ----- | ------ |
| 1998/99 | 47.   | 048    |
| 1999/00 | 37.   | 093    |
| 2000/01 | 38.   | 099    |
| 2001/02 | 37.   | 101    |
| 2002/03 | 21.   | 380    |
| 2003/04 | 16.   | 411    |
| 2004/05 | 33.   | 108    |
| 2005/06 | 20.   | 265    |
| 2006/07 | 40.   | 074    |
| 2008/09 | 64    | 011    |

### Grand-Prix-Platzierungen
| Saison | Platz | Punkte |
| ------ | ----- | ------ |
| 1995   | 81.   | 037    |
| 2003   | 09.   | 117    |
| 2004   | 51.   | 006    |
| 2005   | 50.   | 014    |
| 2006   | 29.   | 091    |

## Privates
Neben dem Skispringen arbeitete Tami Kiuru für die finnische Telekommunikationsfirma Nordic LAN & WAN Communication Oy. Nach seiner Sportkarriere studierte er in Jyväskylä Fotografie und betrieb diese danach auch beruflich. In erster Linie beschäftigt er sich mit Produktfotografie und liefert u. a. Bilder des Skisprung-Weltcups der Damen für die FIS.
Er ist seit April 2004 verheiratet, seine Hobbys sind Ski Alpin, Telemarken, Golf und Fotografie.
Kiuru sowie Janne und Pasi Ahonen gerieten im Jahr 2000 in den Fokus der Medien, nachdem sie die Unterstützerliste eines in Parteigründung befindlichen rechtsradikalen Vereins unter Leitung des Neonazis Väinö Kuisma unterzeichnet hatten. Janne Ahonen gab an, dies sei lediglich geschehen, um nicht weiterhin von Kuisma belästigt zu werden.